# Oostzijderkerk
Oostzijderkerk is een tweebeukige hallenkerk, stammend uit 1460 en is daarmee de oudste kerk van Zaandam. Het is ook de grootste kerk in de Zaanstreek.  De vensters zijn van glas-in-lood met gebrandschilderde voorstellingen. Het aangebouwde voormalig Rechthuis is thans nog in gebruik als vergaderruimte. Het kerkcomplex, ingesloten door de Noorderkerkstraat, Zuiderkerkstraat en Klauwershoek, ligt aan de Zuiddijk. Deze dijk is onderdeel van de Noorder IJ- en Zeedijk, die het centrale deel van Noord-Holland beschermde. De kerk wordt enkele malen per jaar gebruikt voor kerkdiensten en vanwege het authentieke orgel en de rijke, nog natuurlijke akoestiek geschikt voor orgelconcerten, zoals al meer dan 100 jaar geleden begonnen door de Zaandamse organist Cor Kee en ook voor optredens, herdenkingen en repetities.

## Bouwgeschiedenis
Aan de oostkant van de dam in de Zaan is in circa 1400 een houten kapel gebouwd die behoorde bij de Rooms-katholieke parochie van Oostzaan. Na toestemming van de Bisschop van Utrecht verzelfstandigde de kerkgemeenschap van Oostzaandam zich en bouwde bakstenen kerk, die in 1460 ingewijd werd. In 1560 werd na groei van de gemeente de hal van de kerk verlengd en een toren op het dak geplaatst.
Bij de beeldenstorm in 1566 werd de kerk geplunderd. Een jaar later was er brand in de kerk. Sedert de reformatie omstreeks 1585 werd het een protestantse kerk. Het herstel van het kerkgebouw heeft tot 1592 geduurd. Het gebouw had toen een hoofdbeuk (de hal) met twee kleine zijbeuken.
Na een vergroting in 1623 werd in 1684 en 1685 nog een grotere uitbreiding aan de zuidkant van de kerk gerealiseerd, waarbij twee evengrote beuken ontstonden. Ook werd het Rechthuis tegen de kerk aangebouwd. De bouwstijl was een sobere uitvoering van de Hollands classicisme. Na 1847 werd het Rechthuis bij de kerk getrokken en consistoriekamer. In 1907 is het verbouwd en kreeg het het huidige aanzien.

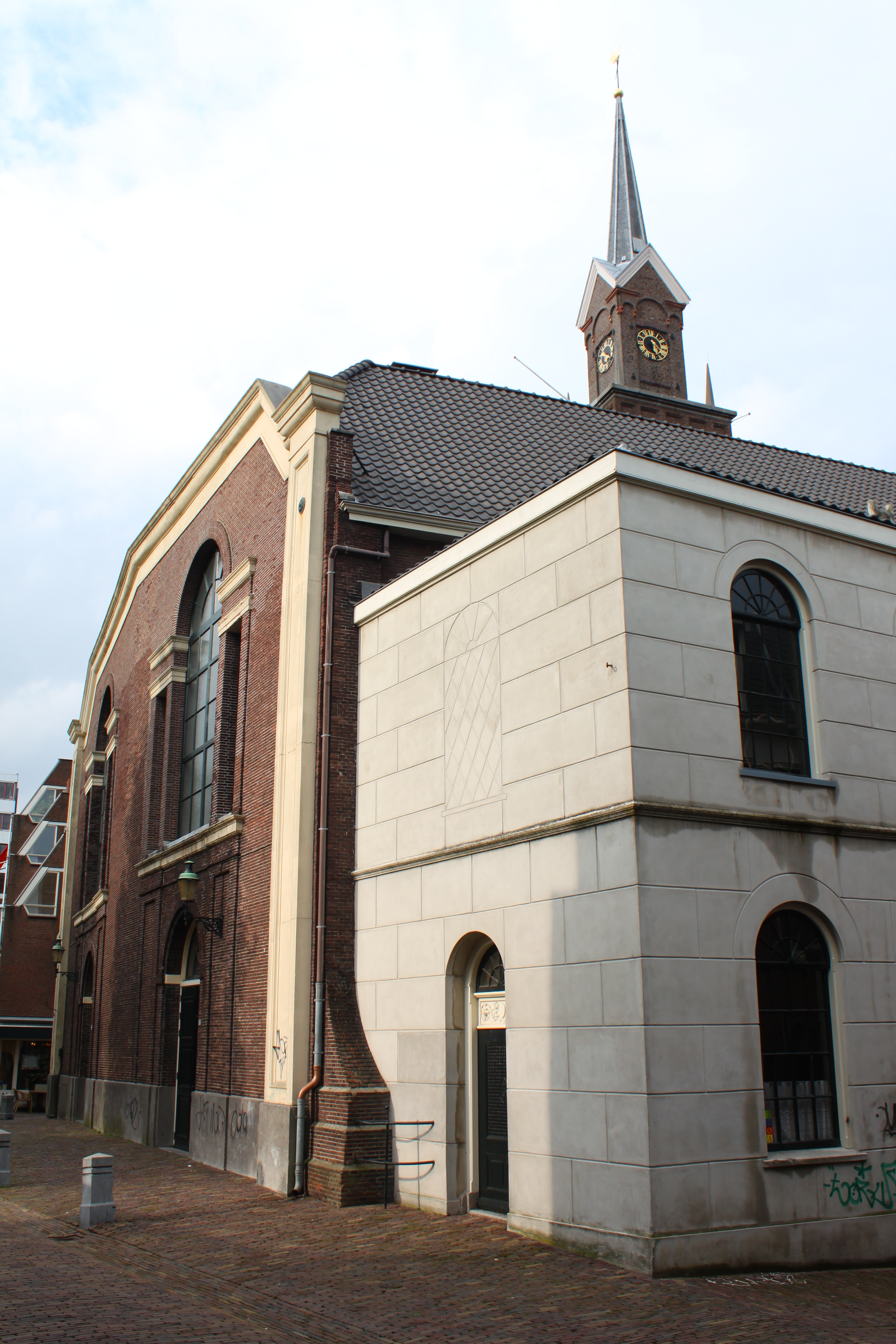
Oostzijderkerk met rechts het voormalige Rechthuis

In 1850 werd de klokkentoren vervangen naar ontwerp van architect L.J. Immink. De luidklokken uit 1695 en 1700 en ook de weerhaan werden herplaatst. De inrichting van kerk werd veranderd en verfraaid met rondbogen op zuilen in de Toscaanse orde tussen de twee hallen. 
In 1985 vond restauratie plaats van de fundatie en het gebouw. Sindsdien wordt er nog steeds gewerkt aan het monumentale gebouw.

## Bijzondere kunstwerken
In de Oostzijderkerk liggen honderden grafzerken uit de periode 1597 tot 1830. Veel van de oudere hardstenen grafstenen hebben beeldmerken die betrekking hebben op de familienaam of beroep. 

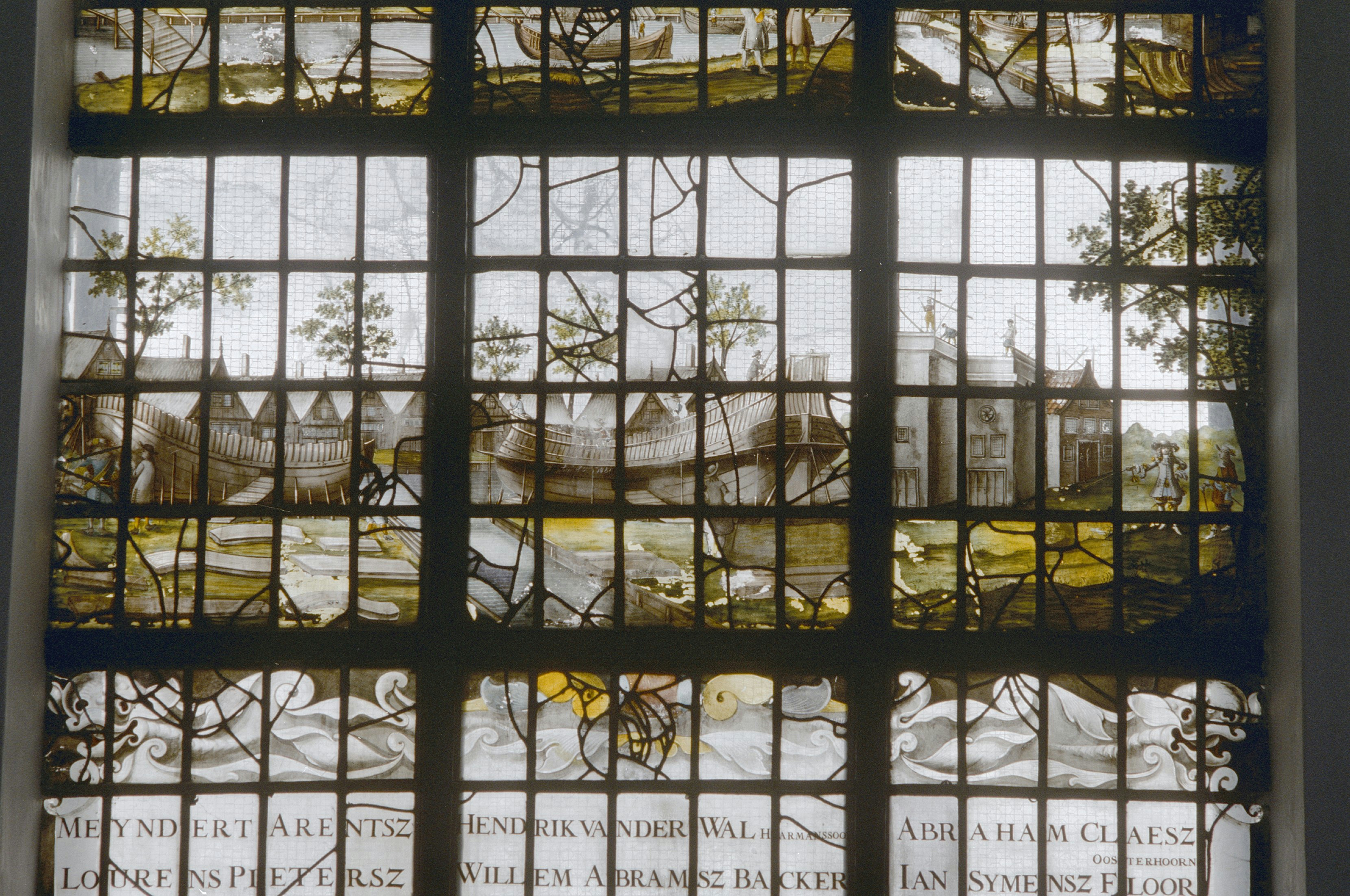
Venster met gebrandschilderd glas met voorstelling van bouw van houten schepen in Zaandam

De kerk heeft zeven glas-in-lood vensters met enkele met gebrandschilderd glas naar ontwerp van Gerard van Houten uit 1688 waarop de houtkap, het houttransport en de bouw van houten huizen en houten schepen zijn afgebeeld en van het Hoogheemraadschap en Kennemerland naar ontwerp van Romeyn de Hooghe
Een schilderij van veeschilder James de Rijk (1806-1882) uit 1830 met koeien in de kerk tijdens de Stormvloed van 1825.

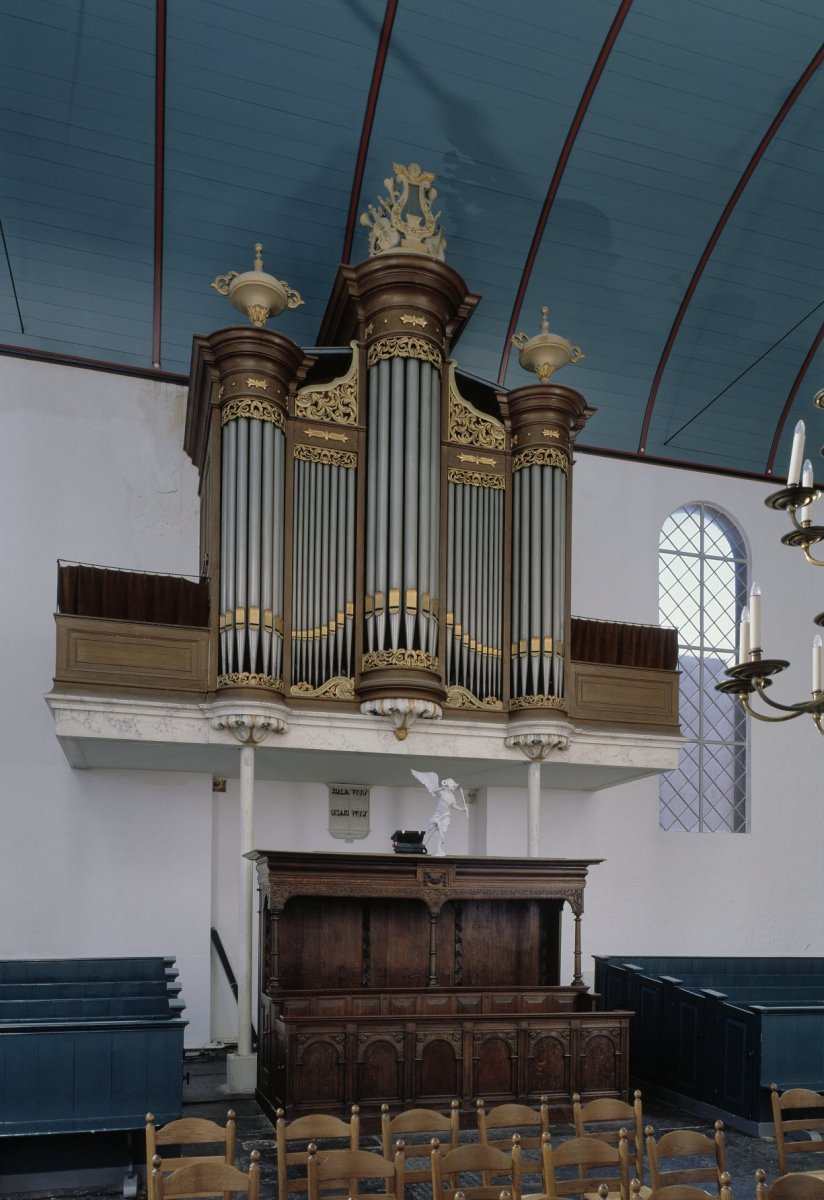
Orgel in de Oostzijderkerk

Het kerkorgel, vervaardigd door de firma Flaes & Brünjes in 1863, is nog in oorspronkelijke staat. 
Zoals in veel Zaanse kerken hangt ook hier een scheepsmodel, in dit geval een 17e-eeuws schip voor de walvisvaart.

## Tegenwoordig gebruik
In de Oostzijderkerk wordt nog enkele keren per jaar een kerkdienst van de Protestantse Gemeente gehouden. Verder wordt de kerk gebruikt als podium voor jazz en klassieke muziek, repetities van grote orkesten en koren, presentaties, lezingen, voorstellingen, exposities, filmlocatie, fotoshoots, uitvaart- en herdenkingsbijeenkomsten 

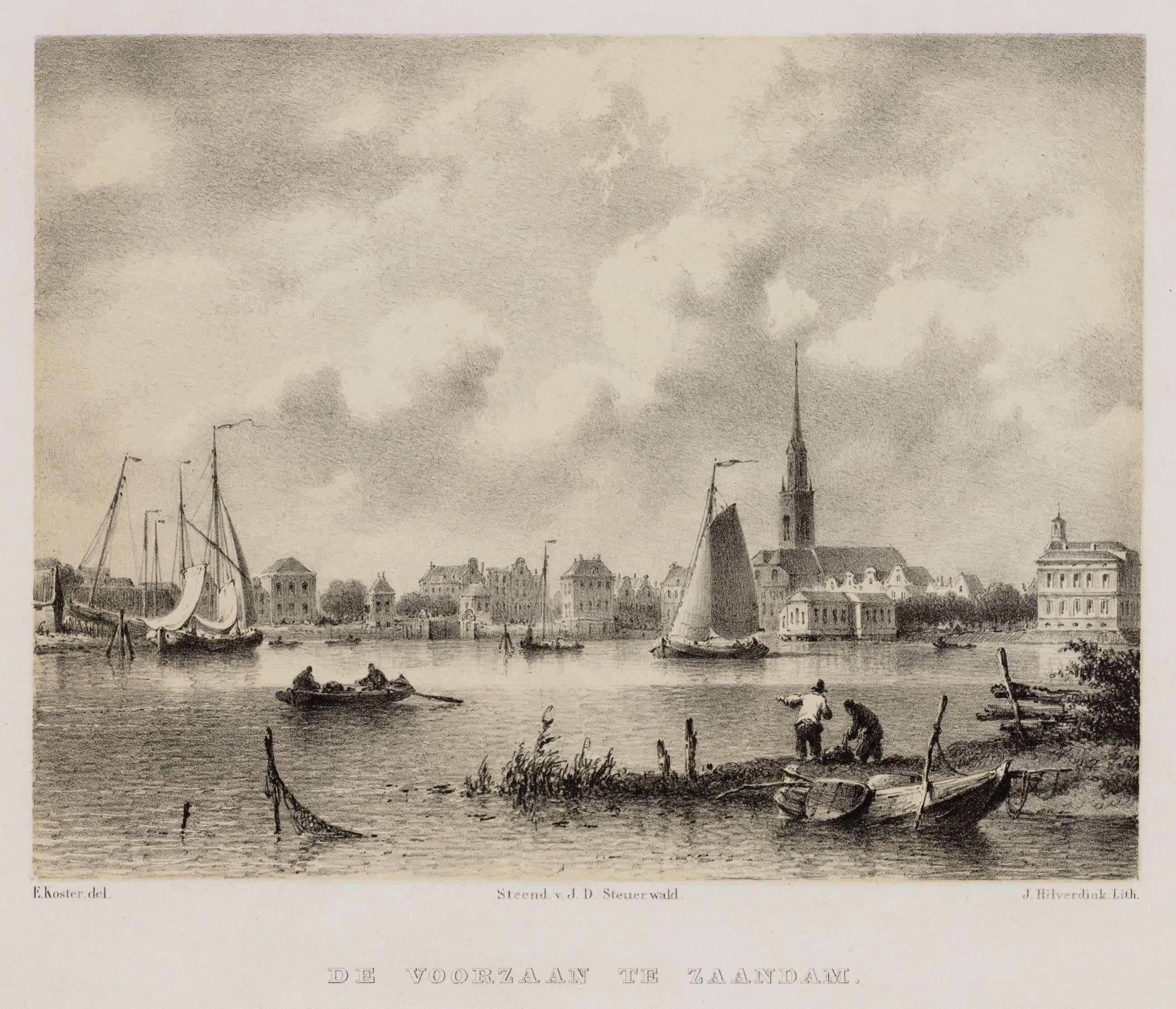
Voorzaan met Oostzijderkerk, tekening uit 1850-1875 van Johannes Hilverdink